# يوسف الشحاري
يوسف محمد الشحاري (1932-2000)، أديب وسياسي يمني، تقلد العديد من المناصب الأمنية والبرلمانية الرفيعة منها مدير أمن محافظة الحديدة ونائب رئيس مجلس الشورى الأول (1971-1975)، ونائب رئيس مجلس الشعب التأسيسي، ونائب رئيس مجلس الشورى الثاني (1988-1990)، وعضو هيئة رئاسة أول مجلس نواب بعد إعلان الوحدة وقيام الجمهورية اليمنية في 22 مايو 1990. مشهود له بالعفة والنزاهة وبأنه كان برلمانياً جسورًا.

## مولده ونشأته وتعليمه
ولد يوسف الشحاري في عام 1932 في حارة السّور بمدينة الحديدة، ودرس فيها القرآن وأصول الفقه والدين على يد والده العلامة محمد الشحاري، ثم التحق في العام 1940 بالمدرسة السيفية (مدرسة خولة بنت الأزور حاليًا) في مدينة الحديدة وتخرج من الثانوية عام 1954، وبدأت قريحته الشعرية تظهر منذ كان تلميذًا في المدرسة. بعد تخرجه من الثانوية عام 1954 انتقل إلى مدينة تعز، والتحق هناك بكلية الشرطة، حيث تخرج منها عام 1957 برتبة ملازم ثاني ليتولى بعدها منصب مدير أمن اللُّحَيَّة.

## الوظائف والمناصب التي تقلدها
تقلد يوسف الشحاري العديد من المناصب أهمها:
- بعد تخرجه من كلية الشرطة، عمل مديرًا للأمن في مدينة اللحية شمالي مدينة الحديدة عام 1957، وفي العام 1958 انتقل إلى صنعاء والتحق بمدرسة الأسلحة بالكلية الحربية، بعدها عمل مدرسًا في كلية الشرطة في صنعاء.
- في عام 1964 عُين مديرًا لأمن الحديدة، ثم نائبًا لمدير عام كلية الشرطة بصنعاء عام 1969، ثم عمل ضابطًا لأمن إذاعة صنعاء، ثم مديرًا للتحرير في صحيفة الثورة اليومية في صنعاء.
- في العام 1972 تحوَّل للعمل في المجال البرلماني، حيث انتُخب عضواً في أول مجلس شورى (وهو مجلس 1971-1975) ممثلاً عن مدينة الحديدة، وفي نفس الوقت انتخب نائبًا لرئيس المجلس واستمر في المنصب حتى تجميد المجلس في 29 أبريل 1975 إثر قيام حركة 13 يونيو التصحيحية بقيادة الرئيس ابراهيم الحمدي.
- في فبراير 1978 انتخب الشحاري نائبًا لرئيس مجلس الشعب التأسيسي المُعين من قبل الرئيس أحمد الغشمي، والذي حل محل مجلس الشورى المجمد في 1975، وظل الشحاري في المنصب من أبريل 1978 حتى حُلَّ المجلس في يونيو 1988 وقام بدلاً عنه مجلس الشورى المنتخب (مجلس 1988-1990)، حيث انتُخِب الشحاري نائباً لرئيس مجلس الشورى الجديد.
- إلى جانب عمله في مجلس الشعب التأسيسي، عُين في العام 1982 رئيسًا للجنة العليا لانتخابات المجالس البلدية.
- في 22 مايو 1990 أعلنت الوحدة اليمنية بين شطري اليمن الشمالي والجنوبي، وقامت بموجب اتفاقية الوحدة الجمهورية اليمنية، ووفقا لاتفاق الوحدة أيضًا في 22 مايو 1990 دُمِجَ مجلس الشورى الشمالي مع مجلس الشعب الأعلى الجنوبي في مجلس نيابي واحد هو مجلس النواب، حيث انتُخِب الشحاري عضوًا في هيئة رئاسة مجلس النواب الموحد.
- في عام 1993، عُين مستشارًا لمجلس الرئاسة، ثم في عام 1997م عُيِّن عضوًا في المجلس الاستشاري.

## نشاطه الحزبي والثقافي
- إلى جانب كونه سياسيًا لامعًا في تيار الحركة القومية، يُعد الشحاري من مؤسسي حزب المؤتمر الشعبي العام، الذي أسسه الرئيس السابق، علي عبدالله صالح في أغسطس 1982، وانتُخب عضوًا في اللجنة الدائمة (وهي بمثابة اللجنة المركزية) للحزب في جميع دوراته، ثم في عام 1995م، انتخب عضوًا في اللجنة العامة (وهي بمثابة المكتب السياسي) للحزب وهي أعلى هيئة قيادية في الحزب وظل في المنصب حتى وفاته.
- كان أديبًا وشاعرًا، ومن مؤسسي اتحاد الأدباء والكتاب اليمنيين، وانتخب رئيسًا له في مؤتمره السابع؛ عام 1993م، وأعيد انتخابه في نفس المنصب عام 1997م. كان جهوري الصوت، قوي التأثر بشعر أبي الطيب المتنبي.[5]
- مثّل اليمن في رئاسة وفود برلمانية في عشرات الندوات والمؤتمرات في العالم.
- أصدر عنه المؤتمر الشعبي العام كتابًا توثيقيًّا بمناسبة أربعينيته.
- أصدر عنه اتحاد الأدباء والكتاب كتابًا أيضًا.
- له عدة أعمال أدبية وشعرية ونثرية ما زالت مخطوطة، وله تحت الطبع ديوان أشعاره الكاملة.[5][9]

## وفاته
توفي الشحاري في مسقط رأسه مدينة الحديدة إثر نوبة قلبية في 16 سبتمبر عام 2000، عن عمر ناهز 68 عام، ودفن في المدينة نفسها.